# آلدو تام
آلدو تام (استونیایی: Aldo Tamm؛ زادهٔ ۲۳ سپتامبر ۱۹۵۳) دانشمند زراعت، سیاستمدار و نماینده سابق مجلس اهل استونی است. وی از سال ۱۹۹۴ تا ۱۹۹۵ وزیر کشاورزی استونی بوده‌است.